# Peter Westmacott

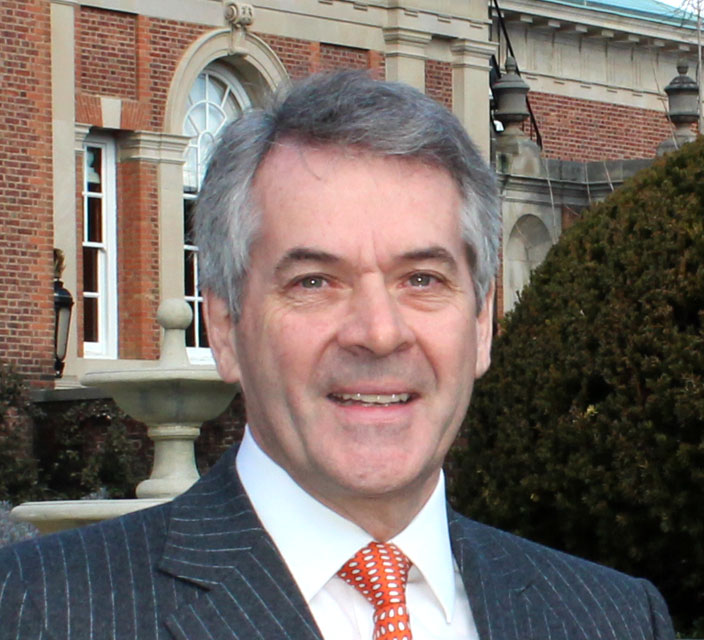
Sir Peter Westmacott, 2013

Sir Peter John Westmacott GCMG, LVO (* 23. Dezember 1950 in Edington, Somerset) ist ein britischer Diplomat.

## Karriere
Er trat 1972 in den diplomatischen Dienst ein und sein erster Übersee-Einsatz war als 2. Sekretär in Teheran, Iran 1974. 1978 wurde er Gesandter bei der EU-Kommission und von 1980 bis 1984 war er in Paris. Nach einer Zeit in London war er ab 1987 „Head of Chancery“ in Ankara. 1990 wurde er „Deputy Private Secretary“ beim Prince of Wales und 1993 wurde er als Counsellor nach Washington, D.C. gesandt. Spätere Posten beinhalteten „Director for the Americas in the Foreign and Commonwealth Office“ und „Deputy Under Secretary of State“.
Er war von 2002 bis 2006 britischer Botschafter in der Türkei, danach Botschafter in Frankreich. Von Januar 2012 bis 2016 diente er als Botschafter in den Vereinigten Staaten von Amerika. 1993 wurde er als Lieutenant in den Royal Victorian Order aufgenommen. 2003 wurde er als Knight Commander des Order of St Michael and St George geadelt und 2016 zum Knight Grand Cross desselben Orden erhoben.